# اچ‌ام‌اس آرو (اف۱۷۳)
اچ‌ام‌اس آرو (اف۱۷۳) (به انگلیسی: HMS Arrow (F173)) یک کشتی است که طول آن ۳۸۴ فوت (۱۱۷ متر) می‌باشد. این کشتی در سال ۱۹۷۴ ساخته شد.